# Godinotia
Godinotia es un género extinto de primates estrepsirrinos parecidos a los lémures y que pertenecen a la familia de Adapidae. Vivieron durante el Eoceno (hace 49 millones de años) y los fósiles que se han encontrado en el sitio fosilífero de Messel (Alemania) muestran que ya poseían algunas características de los homínidos que convertirían a los primates en un grupo tan sobresaliente. Se trata de uno de los primates conocidos más primitivos, pero sus orígenes continúan siendo polémicos: algunos afirman que el primate más primitivo tiene sesenta millones de años, pero esto se basa en un único diente fosilizado. Los fósiles de los primates más antiguos datados sin ningún tipo de duda son de hace unos 55 millones de años y pertenecen a animales muy parecidos a los del género Godinotia.
Los fósiles también mostraron que el género Godinotia era especialmente vulnerable a los ataques de los cocodrilos, que podrían haberlos atacado cuando se acercaban al borde del río para beber.
Los Godinotia medían unos treinta centímetros de largo sin contar la cola; eran más pequeños que un gato doméstico. Como todos los primates primitivos, vivían en las copas de los árboles, donde podrían encontrar abundantes alimentos y había pocos depredadores de gran tamaño. Para moverse y alimentarse, utilizaban su excelente  visión estereoscópica, así como largas patas y manos que podían agarrar los objetos, de manera que se podían enganchar en las ramas de los árboles o ir de árbol en árbol. Sus ojos eran grandes, lo cual es un indicio de que probablemente eran nocturnos, y la forma de sus dientes sugiere que se alimentaban de insectos y fruta.
El macho y la hembra tenían un tamaño similar, de lo cual, según las especies actuales, se deduce que eran animales solitarios y que sólo se relacionaban para aparearse. El gran tamaño del hueso del pene de Godinotia indica que el apareamiento duraba bastante tiempo, posiblemente horas. El macho lo hacía así para asegurarse que la hembra se quedaba embarazada de él.
El género debe su nombre al investigador de primates Marc Godinot.